# V774104
V774104 là tên gọi nội bộ để chỉ một thiên thể bên ngoài Sao Hải Vương (TNO) với bán kính gần bằng một nửa Sao Diêm Vương hoặc có phần nhỏ hơn. Khi phát hiện được công bố vào tháng năm 2015, dựa trên một cung quan sát ngắn 2 tuần, nó được cho là có khoảng cách 103 AU tính từ Mặt Trời, hay 15,4 tỉ km (9,6 tỷ dặm). Điều này sẽ khiến nó trở thành thiên thể tự nhiên được quan sát xa nhất trong hệ Mặt Trời.

## Định danh MPC
Thông cáo báo chí năm 2015 cho thấy V774104 có thể đã bị nhầm lẫn với V302126 (tên gọi nội bộ của sednoid 541132 Leleākūhonua, tên tạm thời 2015 TG387) vì V302126 là thiên thể hình cung ngắn xuất hiện cách Mặt Trời khoảng 100 AU vào thời gian đó. V774104 là định danh nội bộ cho 2015 TH367. Thiên thể này không đại diện cho 2015 TG387 (dù hình ảnh khám phá có vẻ giống hệt nhau), nhưng do lỗi trong thông báo bằng cách trộn các thiên thể có định danh tương tự, thay vào đó, nó được công bố chính xác là tương ứng với 2015 TH367.

## Khám phá

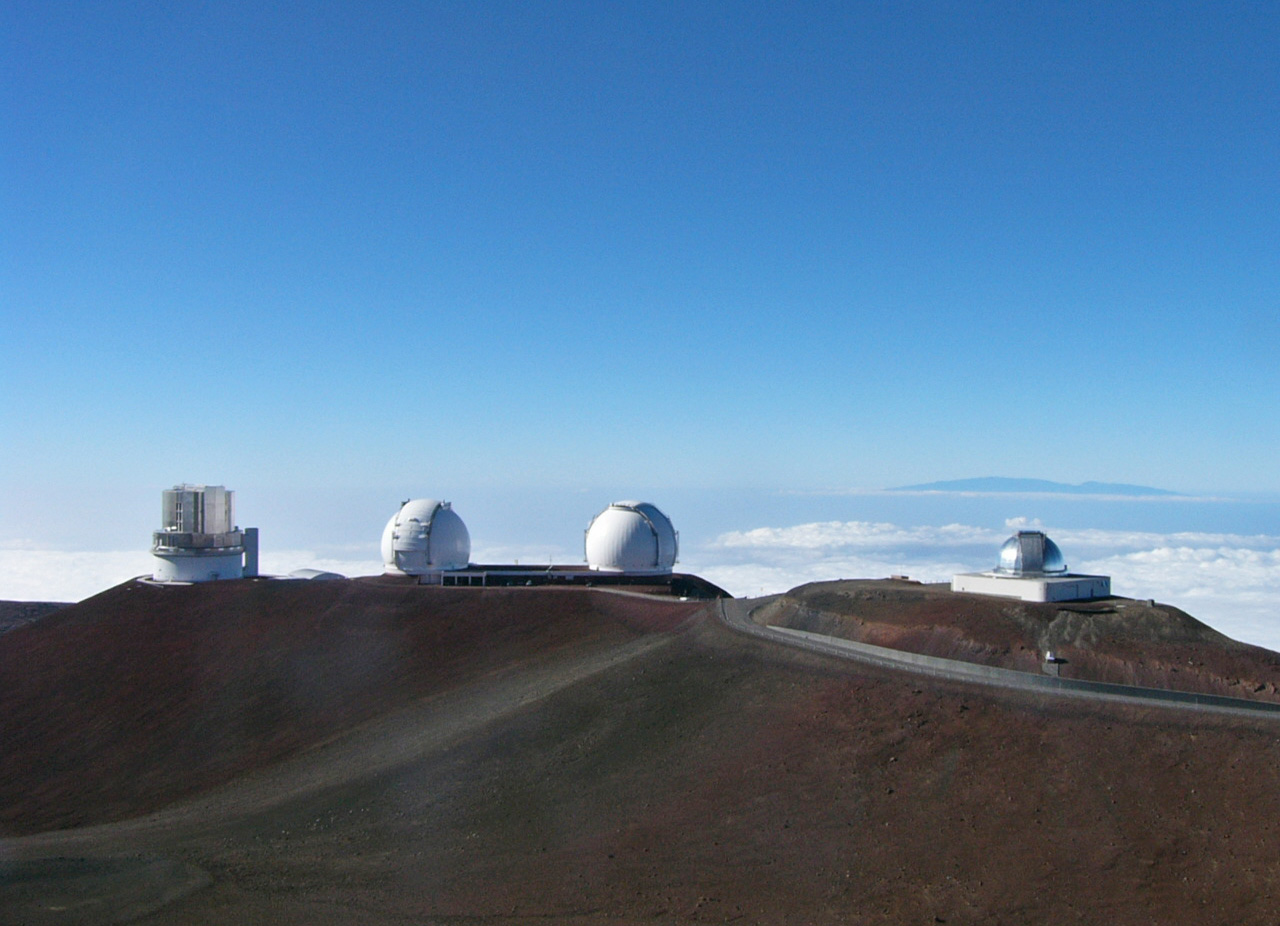
Kính viễn vọng khám phá ra thiên thể này, Subaru (tên tiếng Nhật của Tua Rua) ở phía bên trái, cùng với cặp đôi kính viễn vọng Keck và Cơ sở Kính viễn vọng Hồng ngoại của NASA.

V774104 được Scott S. Sheppard, Chad Trujillo và David J. Tholen phát hiện bằng Kính viễn vọng Subaru, một kính viễn vọng phản xạ lớn ở đỉnh Mauna Kea với một gương chính đường kính 8 mét (26 ft). Nó được phát hiện theo ở phía tây trung tâm chòm sao Song Ngư. Khám phá này được công bố tại cuộc họp tháng 11 năm 2015 của Phòng Khoa học Hành tinh của Hiệp hội Thiên văn học Hoa Kỳ. 2015 TG387, 2015 TH367 và 2015 TJ367 cũng được nhóm này phát hiện vào ngày 13 tháng 10 năm 2015.